# Postkolonialism
Med postkolonialism eller postkolonial teori åsyftas vanligen studier av den europeiska industrialismens och kolonialismens kvarvarande effekter för olika delar av världen. Fokus ligger på kritik av en kunskapssyn som formats av den europeiska kolonialismen efter 1492, som legitimerar över- och underordningsrelationer som resulterar i förtryck, rasism och diskriminering, och i det postmoderna samhället återskapas globalt och lokalt. Postkolonialismen betraktas som ett akademiskt fält som påverkar flera discipliner, inklusive samtida kritisk teori, sociologi, litteraturstudier, historia och kulturstudier.
Postkolonialismen är ett fält som kan sägas ha öppnats med Frantz Fanons bok Svart hud – vita masker från 1952 och Edward Saids Orientalism från 1978. Den postkoloniala teorin är heterogen och svår att sammanfatta. En tidig och central idé handlade om att undersöka hur västerlandet har framställt sig som upplyst och rationellt genom att kontrastera sig mot österlandet, som framställts som irrationellt och mystiskt. Postkolonial teori omfattar dock även analyser av kolonialismens effekter på identitet, språk, kultur och ekonomiska strukturer i olika delar av världen. När väst utmålar Den Andre – en främmande kontinent eller ett folk – som starkt annorlunda genom en dikotomi (motsatspar) förknippas väst enligt postkolonialister med den mer positivt laddade delen av dikotomin. Väst kan till exempel stå för kultur medan öst står för natur; väst stå för det rationella medan öst står för det (påstått) irrationella.
Idéhistorikern Ronny Ambjörnsson argumenterar i sin bok Öst och väst för att bilden av Europa har vuxit fram genom att utmåla Asien som föråldrat och USA som alltför modernt, ytligt och historielöst. Mellan dessa poler står Europa som en syntes av det gamla och det nya. Ur ett postkolonialt perspektiv går det att hävda att vi inte kan förstå eller tala om Europa utan att visa på bilder av vad vi anser att Europa inte är.[källa behövs]
En mer kontroversiell gren av postkolonial teori är förknippad med begreppet kulturell hybriditet, utvecklat av Homi K. Bhabha, som utmanar fasta identiteter genom att betona kulturella möten och ömsesidig påverkan. Även postkolonial liberalism, kopplad till Duncan Ivison, har väckt debatt för sitt fokus på individens friheter inom postkoloniala samhällen, vilket ibland kritiseras för att ignorera maktstrukturer och historiska ojämlikheter.
Postkoloniala akademiker använder sig ofta av kvalitativa metoder, men även kvantitativa metoder förekommer inom vissa områden, såsom ekonomiska och geografiska analyser. De ansluter sig ofta till perspektiv som delas av samhällsteoretisk postmodernism och poststrukturalism. Många postkoloniala teoretiker bygger sina analyser på en kritik av vissa aspekter av marxistisk teori, såsom dess teleologiska historiesyn. Samtidigt har andra postkoloniala forskare integrerat marxistiska idéer i sina analyser, särskilt kring frågor om makt, kapitalism och kolonialismens ekonomiska strukturer.